# Stiff-diagram

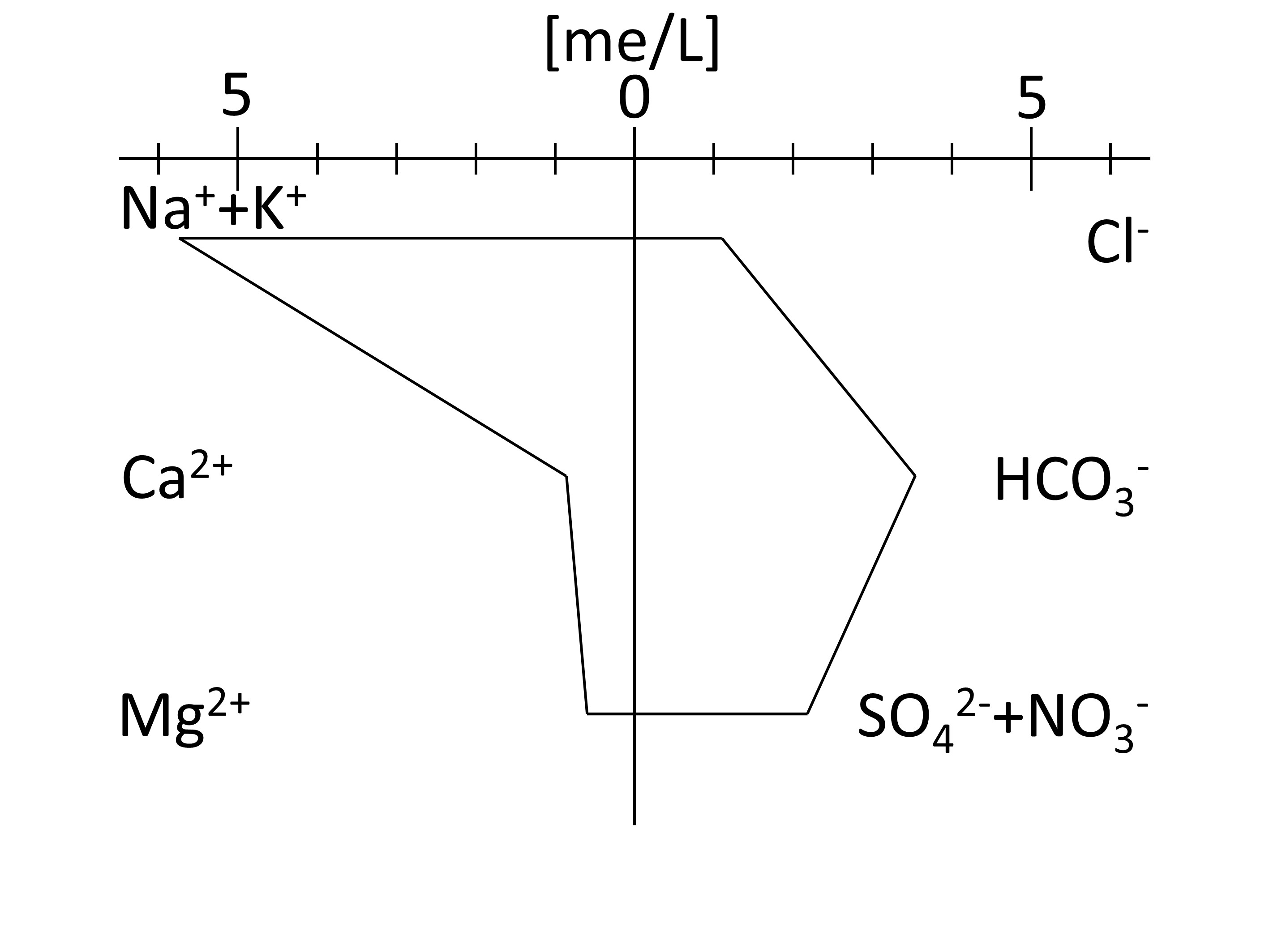
Voorbeeld van een Stiff-diagram

Een Stiff-diagram is een diagram die een chemische analyse weergeeft; meestal betreft het de belangrijkste ionensamenstelling van een watermonster. Stiff-diagrammen worden in het bijzonder gebruikt in de hydrologie (vooral  grondwater- en ecohydrologie) en de geochemie.
Bij een Stiff-diagram wordt een polygoon gemaakt op basis van vier evenwijdige horizontale assen die zich aan weerszijden van een verticale nul-as uitstrekken. Kationen worden uitgezet in milli-equivalenten per liter (mEq/L) aan de linkerkant van de nul-as, één voor elke horizontale as en anionen worden uitgezet aan de rechterkant. Stiff-diagrammen zijn handig bij het maken van een snelle visuele vergelijking tussen water van verschillende afkomst.
Stiff-diagrammen worden ingezet bij de datavisualisatie van ionisch gerelateerde wateren waaruit een stroompad kan worden bepaald, of als het stroompad bekend is, om te laten zien hoe de ionische samenstelling van een waterlichaam verandert in ruimte en/of tijd.

## Herkomst
Het Stiff-diagram werd in 1951 geïntroduceerd door de Amerikaanse wetenschapper Henry Allen Stiff jr.